# Гойоэре (микрорегион)

Гойоэре на карте.

Гойоэре (порт. Microrregião de Goioerê)  —  микрорегион в Бразилии. входит в штат Парана. Составная часть мезорегиона Западно-центральная часть штата Парана. Население составляет 	116 751	 человек (на 2010 год). Площадь — 	4865,577	 км². Плотность населения — 	24,00	 чел./км².

## Демография
Согласно сведениям, собранным в ходе переписи 2010 г. Национальным институтом географии и статистики (IBGE), население микрорегиона составляет:						
| Полное население                             | Полное население                             | Полное население                             | Полное население                             | 116 751 |
| -------------------------------------------- | -------------------------------------------- | -------------------------------------------- | -------------------------------------------- | ------- |
| в том числе:                                 | Городское население                          | 90 100                                       | Процент городского населения, %              | 77,17   |
|                                              | Сельское население                           | 26 651                                       | Процент сельского населения, %               | 22,83   |
|                                              | Мужское население                            | 57 604                                       | Процент мужского населения, %                | 49,34   |
|                                              | Женское население                            | 59 147                                       | Процент женского населения, %                | 50,66   |
| Плотность населения, чел/км²                 | Плотность населения, чел/км²                 | Плотность населения, чел/км²                 | Плотность населения, чел/км²                 | 24,00   |
| Население микрорегиона в % к населению штата | Население микрорегиона в % к населению штата | Население микрорегиона в % к населению штата | Население микрорегиона в % к населению штата | 1,12    |

## Статистика
- Валовой внутренний продукт на 2003 год составляет 1 203 649 898,00 реалов (данные: Бразильский институт географии и статистики).
- Валовой внутренний продукт на душу населения на 2003 год составляет 10 019,59 реалов (данные: Бразильский институт географии и статистики).
- Индекс развития человеческого потенциала на 2000 год составляет 0,719 (данные: Программа развития ООН).

## Состав микрорегиона
В составе микрорегиона  включены следующие муниципалитеты:
1. Алтамира-ду-Парана
2. Боа-Эсперанса
3. Кампина-да-Лагоа
4. Гойоэре
5. Жаниополис
6. Журанда
7. Морейра-Салис
8. Нова-Канту
9. Куарту-Сентенариу
10. Раншу-Алегри-д’Уэсти
11. Убиратан